# Frederick Alexander Mann
Frederick August Alexander Mann, CBE, auch Francis Mann, F. A. Mann, Fritz Mann (geboren 11. August 1907 in Frankenthal; gestorben 16. September 1991 in London) war ein deutsch-britischer Jurist.

## Leben
Friedrich Alexander Mann, Sohn des jüdischen Justizrats und Anwalts in Frankenthal, Richard Mann (1873–1953), studierte in Genf, München und Berlin Rechtswissenschaften. Er wurde in Berlin nach dem Ersten Staatsexamen als Assistent des Zivilrechtlers Martin Wolff 1931 promoviert. Nach der Machtübergabe an die Nationalsozialisten konnte er noch im Oktober 1933 die zweite juristische Staatsprüfung ablegen. Unmittelbar danach emigrierte er mit seiner Frau, der Juristin Eleonore Ehrlich (1907–1980), die bei Eduard Kohlrausch promoviert worden war, nach London. Sie hatten drei Kinder, Richard David (geboren 1935, verstorben 2012), Jessica (1937–2018) und Nicola (geboren 1944). Sie eröffneten ein kleines Rechtsberatungsbüro für internationales Recht, nebenher wurde er 1938 an der London University promoviert, und sie wurden noch vor dem Krieg in Großbritannien eingebürgert. Nach Kriegsausbruch gaben sie ihre beiden Kleinkinder auf dem unsicheren Seeweg mit der Kinderverschickung ins sichere Kanada. Tochter Jessica schrieb darüber 2005 ein Buch. Nach Kriegsende wurde er als Rechtsberater im Rang eines Colonel für die britische Besatzungsverwaltung in der Legal Division des Alliierten Kontrollrats in Deutschland eingezogen und nahm in dieser Funktion auch für kurze Zeit an den Nürnberger Prozessen teil. Mann formulierte maßgebende rechtswissenschaftliche Texte über den Rechtsstatus des besiegten Deutschlands.
Mann erhielt erst im Jahr 1946 die Zulassung als Solicitor. Seine Sozietät Hardmann Philips & Mann wurde 1958 von der Londoner Anwaltsfirma Herbert Smith übernommen, in der Mann bis 1983 Partner war. Danach war er noch für Smith Consultant. Ein Kollege dort war der spätere Lordrichter Lawrence Collins. Mit dem Völkerrechtler Hersch Lauterpacht und dem Arbeitsrechtler Otto Kahn-Freund pflegte er in Großbritannien die rechtsphilosophische Auseinandersetzung. Seine Bewerbung für eine Professur verlief ins Leere, da er als Kontinentaleuropäer galt, ebenso blieb ihm eine Aufnahme in die Bar verwehrt.
Eine Rückkehr nach Deutschland kam für ihn nicht in Frage, obschon er gelegentliche Lehraufträge an deutschen Universitäten und ab 1960 bis 1988 eine Honorarprofessur an der Universität Bonn wahrnahm, an der er über die Jahre elf Doktoranden betreute. Er trat auch als Referent beim Deutschen Juristentag 1954 auf.
Mann befasste sich mit den Schnittstellen zwischen Völkerrecht und internationalem Privatrecht, sein Werk The legal aspect of money (1938) war ein Standardwerk, das Mann noch 1991 in einer fünften Überarbeitung vorbereitete, und aus seinen vielen Büchern und Zeitschriftenaufsätzen wurde in der englischen Rechtsprechung zitiert, was als eine außergewöhnliche Auszeichnung galt.
In der Entführungsaffäre des französischen Obersten Argoud 1963 kritisierte Mann die Regierung der Bundesrepublik Deutschland, da diese es nicht gewagt hatte, ein Rücklieferungsersuchen rechtzeitig vor der Verurteilung Argouds zu stellen. Die Bundesrepublik habe den Rechtsstaat der Opportunität des Augenblicks geopfert. Auch in seiner Beurteilung der Entführung Eichmanns 1960 aus Argentinien – seiner juristischen Missbilligung des Vorgehens des Staates Israel – zeige sich, so Christian Tomuschat, Manns intellektuelle Ehrlichkeit.
Mann wurde vielfach geehrt, in Zürich erhielt er die Ehrendoktorwürde, in der Bundesrepublik erhielt er 1977 und 1981 das Bundesverdienstkreuz und einen Ehrendoktor der Universität Kiel. Die höchste Ehre für ihn selbst war in England die ehrenhalber Ernennung zum Queen’s Counsel und damit verbunden die des Honorary bencher of Gray’s Inn. Daneben hatte er ein Ehrendoktorat der Universität Oxford, war Fellow der British Academy, hatte seit 1973 einen der beiden englischen Sitze im Institut de Droit international und war seit 1980 Commander of the Order of the British Empire. Die Kanzlei Herbert Smith Freehills führte im Jahr 2013 die 37. ihm zu Ehren gehaltene FA Mann lecture in Lincoln’s Inn durch. Von der Amerikanischen Gesellschaft für internationales Recht wurde er 1980 zum Ehrenmitglied ernannt.
Mann hatte 1926 die Berliner Uraufführungsinszenierung der Oper Wozzeck besucht, er hatte vierzehn Tonaufnahmen des Streichquintetts C-Dur op. post. 163 von Schubert gesammelt, dieses wurde bei seinem Begräbnis gespielt.

## Schriften (Auswahl)
- Foreign Affairs in English Courts. London : Clarendon, 1986
- Beiträge zum internationalen Privatrecht. Berlin : Duncker und Humblot, 1976
- Die deutsche Justizreform im Licht englischer Erfahrung. Karlsruhe : C. F. Müller, 1965
- Betrachtungen über ein Völkerhandelsrecht. Baden-Baden : Lutzeyer, 1962
- Zum Privatrecht der deutschen Reparationsleistung. Tübingen : Mohr, 1962
- Zur Geschichte des Enteignungsrechts. Karlsruhe : C. F. Müller, 1960
- Empfehlen sich unter Berücksichtigung der rechtlichen Regelung in anderen europäischen Staaten gesetzliche Bestimmungen über die Wertsicherung? Soll unter diesem Gesichtspunkt § 3 des Währungsgesetzes aufgehoben oder geändert werden? Referate sowie Diskussionsbeitr., Thesen u. Beschlüsse. Tübingen : Mohr, 1954
- Zum Problem der Staatsangehörigkeit der juristischen Person. Tübingen : Mohr, 1952
- The legal aspect of money : with special reference to comparative and private international law. London : Oxford Univ. Pr., 1938
  - Das Recht des Geldes. Vom Verfasser autorisierte Übersetzung von Marguerite Wolff und Lucia Serick. Frankfurt a. M. : Metzner, 1960
- Die Sachgründung im Aktienrecht. Mannheim : Bensheimer, 1932. Berlin, Jur. Diss., 1931
- Charles Proctor: Mann on the legal aspect of money. Previous ed. published as: The legal aspect of money by F.A. Mann, 1992. Oxford Univ. Press : Oxford 2006, ISBN 978-0-19-826055-4